# Concattedrale di San Nicola (Prešov)
La concattedrale di San Nicola è la più importante chiesa cattolica di rito romano a Prešov e una delle più antiche e notevoli della Slovacchia. Dal 2008 è concattedrale dell'arcidiocesi di Košice.
È un edificio tardogotico, del tipo dell'Hallenkirche, cioè presenta navate di eguale altezza sotto la medesima copertura. Ha tre navate e tre absidi.
Le dimensioni interne della concattedrale sono di 54,7 metri di lunghezza e di 34,45 metri di larghezza. L'altezza della navata raggiunge i 16 metri, mentre la torre è alta 71 metri. È la seconda maggiore Hallenkirche della Slovacchia, dopo la cattedrale di San Martino a Bratislava.

## Storia

### Origini

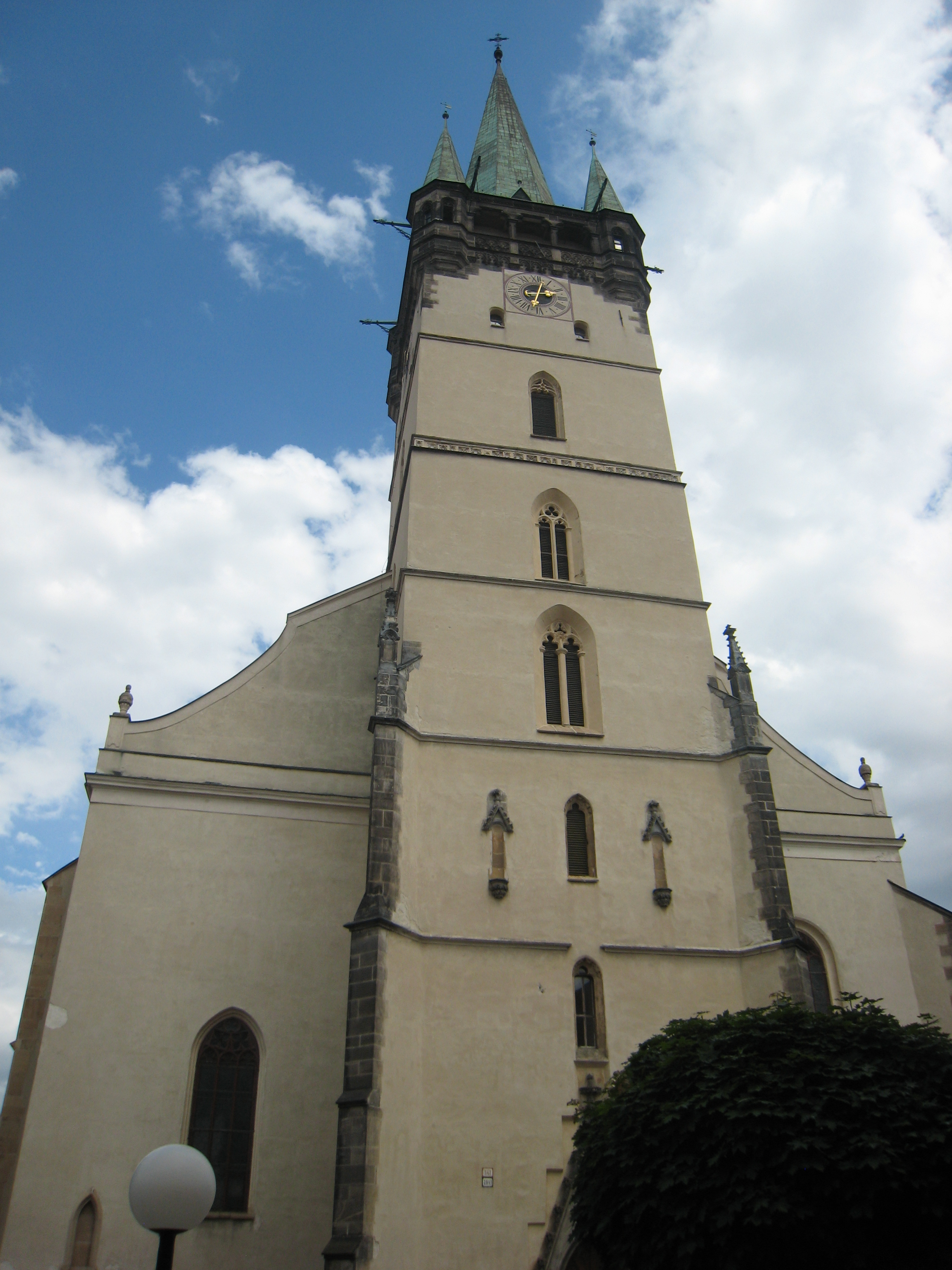
La facciata

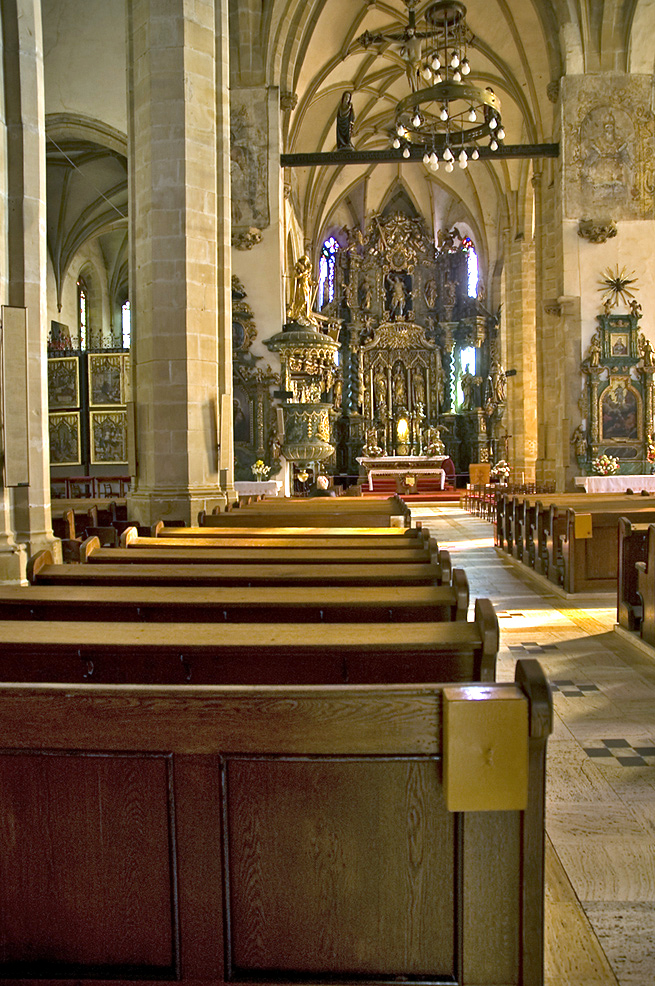
Interno della concattedrale con l'altar maggiore

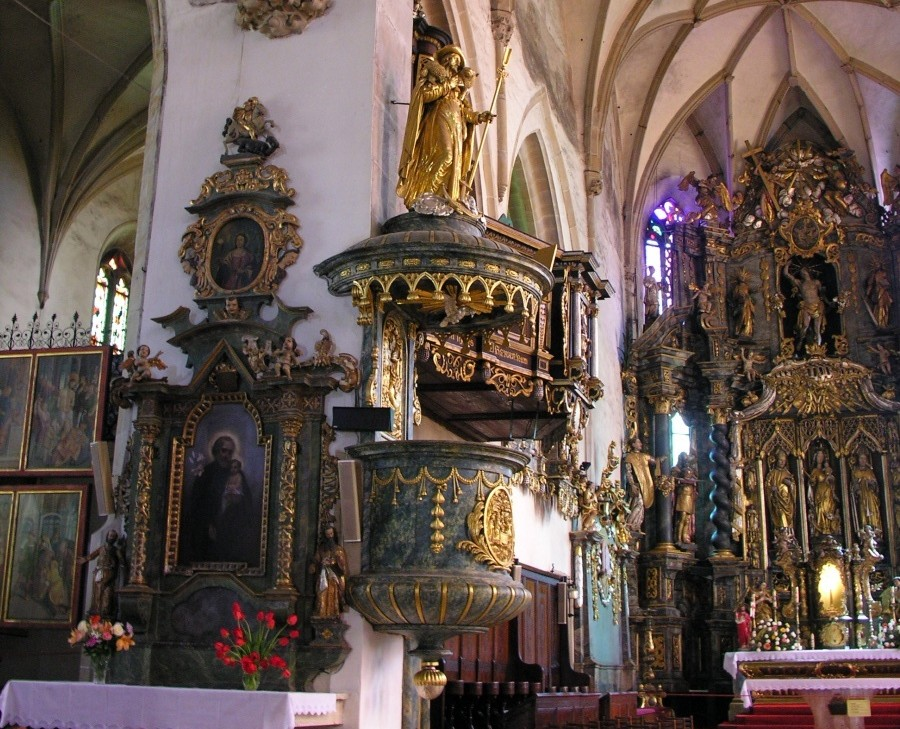
Il pulpito e l'altare di san Giuseppe

La chiesa fu costruita verso la metà del XIV secolo nella parte più larga della strada maestra della città, sul luogo di un preesistente edificio sacro del XIII secolo, con le forme di un'ampia edificio a tre navate. Di quest'edificio si conservarono le mensole nella parte anteriore dell'arco trionfale medioevale, le colonnette di contrafforte e un mensole a forma di testa maschile sul muro perimetrale della navata settentrionale. Il portale settentrionale con la cornice del cosiddetto stile dolce fu scolpita attorno al 1400. Un incendio dell'anno 1418 colpì l'edificio, ma fu prontamente estinto, negli anni 1420-1440 i lavori proseguirono con il completamento di due campate del presibiterio settentrionale coperte da volte a crociera, riconducibili all'architettura gotica ceca della scuola di Peter Paléř. Verso il 1440 fu completato l'arco trionfale, che fu rialzato prima del 1489, quando fu anche allungata l'abside centrale coperto da una volta a raggiera. L'abside rimase comunicante con l'antica parte settentrionale mediante basse arcate.

## Importanti ampliamenti
La terza tappa, che doveva concettualmente riunificare l'eterogeneo complesso, si associa al nome dell'architetto Ján Brengyszeyn, personalità emergente nelle opere tardogotiche della chiesa negli anni 1502-1515. In collaborazione con il maestro scalpellino Nicola da Levoča costruì innanzitutto le tre navate e nel 1511 l'ingresso meridionale con il relativo oratorio. Le balaustre di pietra dell'oratorio presentano un motivo tardogotico. Allo stesso tempo furono intraprese piccole opere di completamento. Come risulta dai rilievi più recenti, i raccordi delle volte della navata meridionale avevano aspetto policromo. I bassorilievi lapidei che ritraggono i re d'Ungheria, san Ladislao, santo Stefano e sant'Emerico sulle volte della navata meridionale furono dipinti da Peter Moler. Le cornici delle finestre erano dipinte di rosso, i costoloni della volte nelle navate di bianco o di incarnato. Nell'arco trionfale della navata meridionale è dipinto un nastro che reca la data dell'inizio dei lavori (1502). Negli anni 1514-1515 maestro Giovanni eresse la torre. A piano terra vi è una volta ad anello, unica nella Slovacchia orientale.

## Altari e decorazioni
Contemporaneamente ai lavori di ampliamento di epoca tardogotica furono commissionati anche gli altari laterali. Domina l'interno della cattedrale l'altar maggiore, realizzato fra il 1490 e il 1506 e attribuito al minusiere pressoviense Ján Weiss. In un altare ad armadio gotico si trovano tre nicchie dorate, nelle quali si trovano tre statue lignee: al centro la Madonna col Bambino, a sinistra di chi guarda san Nicola e a destra sant'Adalberto. Dopo l'incendio del 1673 si conservò solo la predella e l'armadio dell'altar maggiore con le tre statue a grandezza naturale e tre delle quattro statue degli evangelisti sulle mensole con i baldacchini. In epoca barocca (1696) l'altare fu sopraelevato aggiungendovi statue di santi e angeli opera di J. Hartman. Sopra l'armadio dell'altare è scolpita una cortina in rilievo, su cui campeggia il monogramma della Vergine circondato da raggi e da putti. La statua maggiore nell'ordine superiore dell'altar maggiore è di san Sebastiano martire. A fianco di san Sebastiano si trovano a sinistra di chi guarda san Pietro e a destra san Paolo. Sulla sommità dell'altare vi è una statua della Santissima Trinità. La mensa antistante risale alla metà del XVIII secolo. Sopra di essa vi è un trono barocco per l'esposizione del Santissimo Sacramento con un tabernacolo girevole, su cui vi è una croce.
Nella chiesa si trovano anche alcuni altari secondari:
- altare di sant'Antonio di Padova - barocco, nella navata meridionale
- altare di san Giuseppe - rinascimentale-barocco, a fianco del pulpito
- altare del Battesimo del Signore - rinascimentale-barocco, nella navata meridionale
- altare dell'Assunzione di Maria Vergine - neogotico, nella parte posteriore della navata settentrionale
- altare di sant'Anna con la Vergine - neogotico, nella navata meridionale

Della moltitudine di statue gotiche si sono conservate un san Gabriele arcangelo, un Crocifisso e una Passione della bottega di maestro Pavol di Levoča. Le statue originali del Calvario poste sull'architrave dell'arco trionfale si presume che furono danneggiate dall'incendio del XVII secolo. Un Crocifisso monumentale di eccezionale qualità artistica e di forte espressività trae origine dall'influsso dell'arte tedesca della prima metà del XIV secolo. Fu trasportato sulla nuova croce, completata da medaglioni degli evangelisti, dopo l'anno 1440.
Degli altari laterali gotici ci sono pervenute 14 tavole dipinte su entrambi i lati, che appartenevano originariamente all'altare di san Nicola e Maria Vergine. Tradizionalmente sono attribuite ai maestri Peter e Albert di Prešov, che vi lavorarono fra il 1497 e il 1506. Antichi documenti ricordano anche una pala di sant'Anna, che fu trasferita al Museo nazionale ungherese di Budapest. Al patrimonio gotico della chiesa appartengono anche gli affreschi sul lato settentrionale dell'abside centrale della fine del XV secolo e inizio del successivo, raffiguranti un cavaliere e figure femminili.

## Accessori e decorazioni

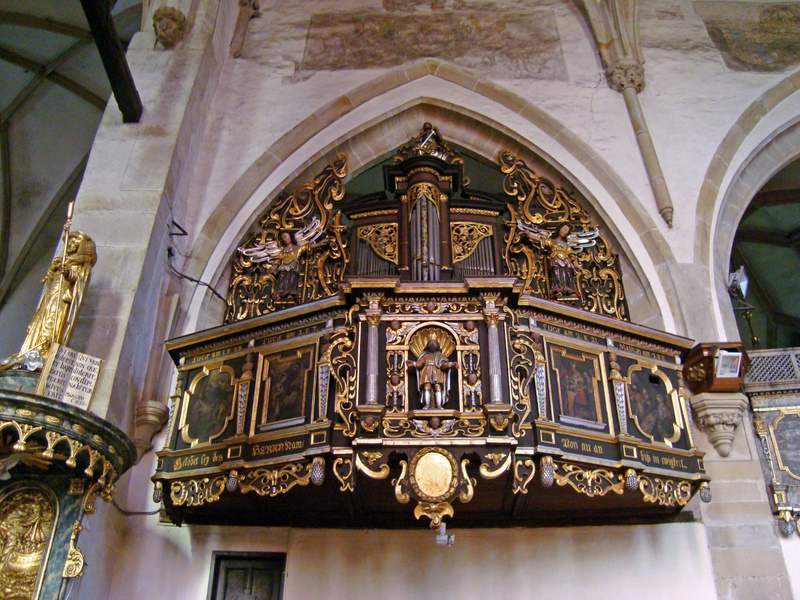
L'organo piccolo sulla parete settentrionale dell'abside centrale

Nella seconda metà del XVI secolo il tempio fu riarrangiato in stile rinascimentale. Rimangono due stalli da quattro e da sei posti, datati 1568 e 1569. Sono opera di Georg Tischler di Kežmarok. Sulla tribuna occidentale nel 1634 fu costruito un grande organo con ornamenti del primo barocco e statua di san Michele arcangelo sulla sommità. L'organo possiede 43 registri in 3 casse, che contano complessivamente 3480 canne e 20 campanelli. La parete settentrionale dell'abside centrale presenta sotto le arcate gotiche due tribune con balaustre del primo barocco. Accanto alle tribune è ospitato l'organo piccolo con una ricca decorazione policroma. Conta 378 canne di differente misura. In cima alla cassa centrale dell'organo campeggia una statua di re Davide e ai lati statue di angeli opera di minusieri pressoviensi. Addossata ad una colonna fra le absidi delle navate centrale e meridionale si trova un fonte battesimale di marmo rosso con un coperchio di rame. Di fronte, sul lato settentrionale dell'abside centrale si ammira un pulpito con una decorazione dorata in rilievo e un'alta statua del Buon Pastore sulla copertura. Fu costruita per la chiesa evangelica tedesca di Prešov e originariamente vi si accedeva direttamente dal tempio, mentre ora l'accesso è dalla sacrestia. Nell'anno 1634 le pareti interne della chiesa furono intonacate per motivi igienici e nel 1641 fu riparata la torre.

## Il Settecento

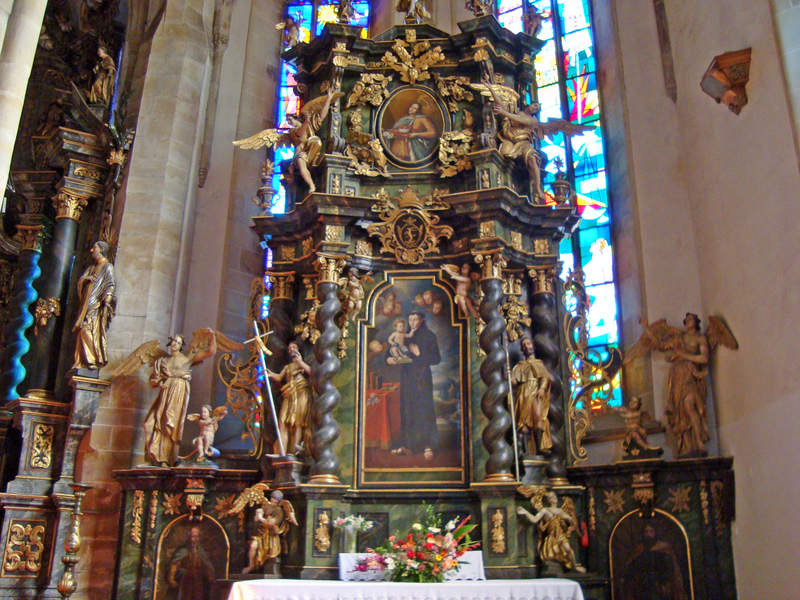
L'altare barocco di sant'Antonio di Padova nell'abside meridionale

Lavori di restauro interessarono la chiesa anche dopo i grandi incendi degli anni 1711 e 1788, quando furono costruiti il portale meridionale in stile barocco-neoclassico con porta scolpita. Nella prima metà del XVIII secolo furono costruiti anche gli altari di sant'Antonio di Padova, della Risurrezione e più tardi l'altare della Santa Croce.

## Opere recenti

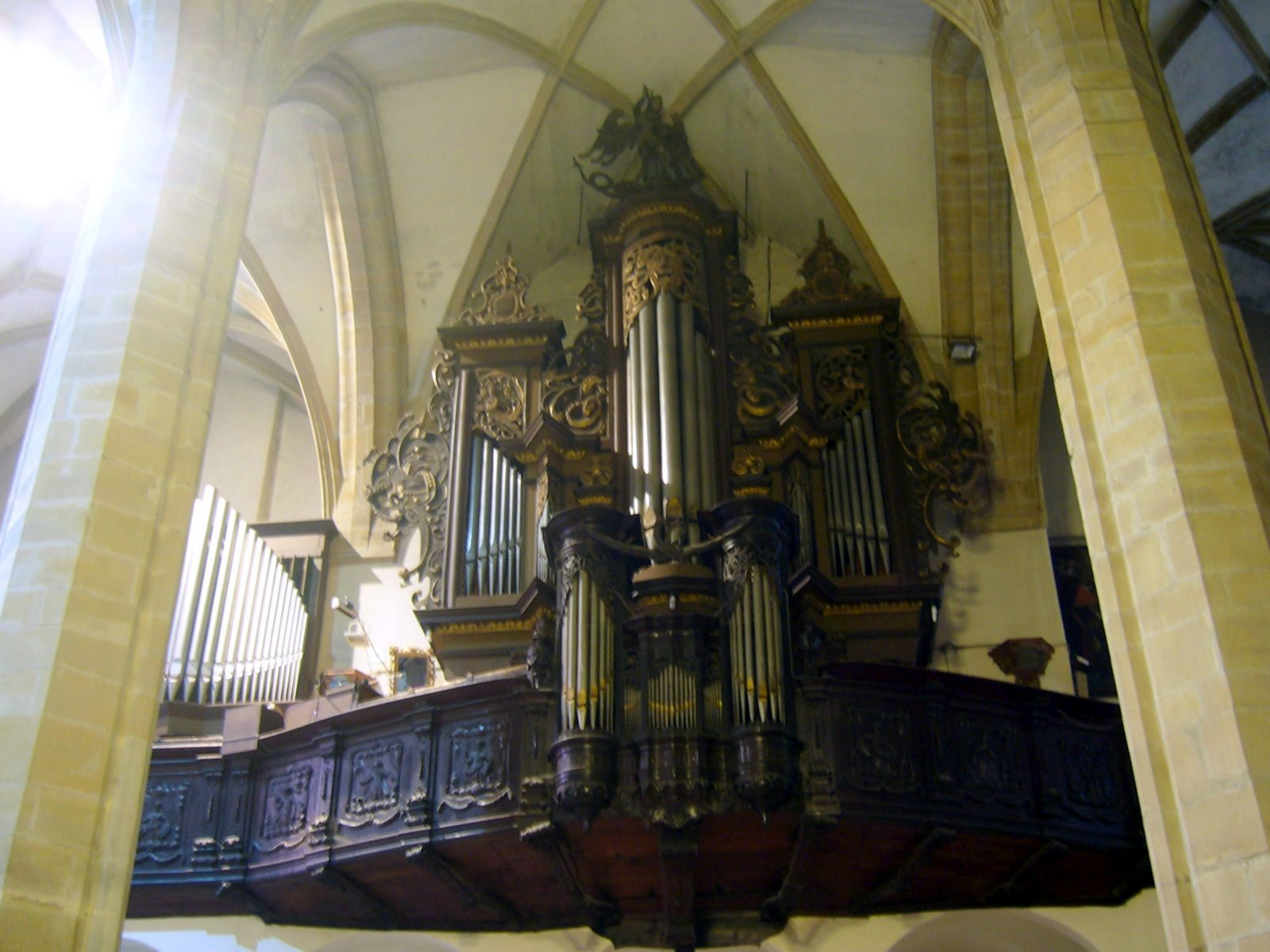
L'organo grande

All'inizio del XIX secolo fu costruito il portico settentrionale, nel 1823 furono demoliti il cimitero e la recinzione in pietra attorno alla chiesa. Negli anni 1903 e 1904 la torre fu restaurata sotto la guida dell'architetto F. Schulek, che le diede un aspetto gotico. I restauri degli interni del 1914 e degli anni trenta riguardarono la pavimentazione e l'eliminazione della tinteggiatura monocroma degli elementi architettonici lapidei. Negli anni cinquanta furono installate vetrate artistiche alle finestre meridionali e una via crucis in vetro colorato retroilluminato. Fra il 1981 e il 1989 fu compiuto l'ultimo grande restauro della chiesa.